# Simpsons Bible Stories
"Simpsons Bible Stories" är avsnitt 18 från säsong tio av ’’Simpsons’’. Avsnittet sändes på Fox i USA den 4 april 1999. Det är det första avsnittet i serien som innehåller flera berättelser som inte är ett halloween-avsnitt. I avsnittet somnar familjen Simpson i kyrkan. Marge drömmer att hon och Homer är Adam och Eva. Lisa drömmer att hon tillsammans med sina vänner är slavar i Egypten och ber sin vän Moses, som spelas av Milhouse, om hjälp. Homer drömmer att han är Kung Salomo och löser en dispyt mellan Lenny och Carl. Bart drömmer att han är Kung David, och tvingas slåss mot Goliaths son, Goliath II. "Simpsons Bible Stories" skrevs av Matt Selman, Larry Doyle och Tim Long. Avsnittet var det första som regisserades av Nancy Kruse. Avsnittet skapades efter att Fox ville ha ett Simpsons-avsnitt med påsktema. Idén ta historier från bibeln kom från Dan Greaney och Donick Cary. Avsnittet innehåller flera hänvisningar till kristendomen. Avsnittet vann en 
Annie Award för ”Best Animated Television Production”.

## Handling
Det är påskmässa, men ingen i församlingen är intresserad av att lyssna på pastor Lovejoys mässa, då det är alldels för varmt i kyrkan. Under tiden som man samlar in kollekt lägger Homer dit en chokladkanin, detta upprör Lovejoy och han börjar läsa ur Bibeln. En efter en börjar familjen Simpson somna under föreläsningen. Marge börjar drömma att hon och Homer är Adam och Eva. De lever fridfullt i Edens lustgård tills en orm, spelad av (Snake Jailbird) lurar Adam att börja äta äpplen från det förbjudna trädet. Han erbjuder Eva ett äpple och när hon börjar äta av äpplet upptäcks hon av Gud, spelad av Ned Flanders. Trots att Homer ätit flera äpplen har Gud bara sett Eva äta äpplen och kastar ut henne från Edens lustgård.
Adam saknar Eva och med hjälp av enhörningen Gary gräver han en tunnel ut ur gården för att hämta hem Eva. Detta upptäcks av Gud och då han även ser att Gary dött av utmattning efter att ha grävt tunneln kastar han ut de båda ur lustgården. Lisa börjar då drömma att hon tillsammans med sina vänner från skolan är judar som slavar i Egypten för Faraon, spelad av rektor Skinner under byggandet av sin pyramid. Efter att Bart klottrat på Faraons sarkofag straffar Faraon alla slavar med att piska dem. Lisa ber då Moses, spelad av Milhouse, att få Faraon att släppa slavarna men de misslyckas. Moses och Lisa fängslas i pyramiden men lyckas fly därifrån. Moses lyckas därefter befria sina vänner och de börjar fly men Faraon är efter dem.
När de kommer till Röda havet tar det stopp men efter att Lisa får en idé tömmer de floden genom att alla spolar alla toaletter samtidigt. Floden töms då på vattnet och de kan springa över floden. Samtidigt som vattnet börjar forsa tillbaka till floden är Faraon i mitten av floden vilket gör att han inte längre kan följa efter dem. Lisa, Moses och slavarna börjar då varandra genom Egypten i 40 år. Homer drömmer att han är Kung Salomo och har fått i uppdrag att lösa tvisten mellan  Lennys och Carls fight över en paj. Salomo bestämmer sig för att han själv ska få hela pajen och de två ska fängslas. Salomo får därefter uppdraget att lösa tvisten mellan Jesus och Checker Chariot. Bart somnar och drömmer att han som Kung David, har dödat Goliath, men får reda på att hans son, Goliath II spelad av Nelson lever och har dödat hans bästa vän, Methusalem spelad av Abe Simpson. David tänker då döda Goliath II på samma sätt sin som sin far men han hittar ingen sten som han kan skjuta mot honom. David förlorar därför striden och kastas ut ur staden. David träffar då på fåraheden, Ralph som bestämmer sig för att döda Goliath II då inte han klarade av det. Ralph dör vilket gör David ännu mera arg. Efter att han tränat i flera veckor klättar han upp för Babels torn där, David träffar på Goliath II, han kastar en brinnande lampa i hans mun vilket orsakar en stor explosion.
David tror att Goliath är död men det är han inte, men Goliath dör efter att någon kastar Ralphs gravsten mot honom. Det visar sig att Ralph inte dog och det var han som kastade sin egen gravsten. David skickas till fängelse eftersom Goliath var deras bästa kung de någonsin haft, eftersom han byggde vägar, bibliotek och sjukhus. Hela familjen vaknar därefter upp i kyrkan som är tom på folk. De lämnar kyrkan och upptäcker att apokalypsen har börjat. Familjen Flanders börjar åka upp mot himlen och Lisa också, men hon stoppas av Homer. Familjen går därefter ner för en trappa och hamnar i helvetet, där Homer är uppröd över att de har grönsaker på grillen. Under eftertexterna spelas Highway to Hell.

## Produktion
"Simpsons Bible Stories" skrevs av Matt Selman, Larry Doyle och Tim Long, och var det första avsnittet som regisserades av Nancy Kruse. Avsnitt sändes på påskdagen, den 4 april 1999.  Idén till inledningen kom efter att Fox bad om ett Simpsons-avsnitt med påsktema, det är det enda Simpsons-avsnittet som sänts under påskhelgen, eftersom tittarsiffrorna är lägre under helgen. Dan Greaney och Donick Cary var de som föreslog att man skulle göra ett avsnitt med bibelhistorier där rollfigurerna från serien spelar karaktärerna. "Simpsons Bible Stories" var det första avsnittet i Simpsons där rollfigurerna spelar andra karaktärer, den andra var "Simpsons Tall Tales". Första historien från bibeln skrevs av Long. I den delen talar djuren, vars röster Hank Azaria och Tress MacNeille.
Andra historien skrevs av Doyle och den sista av Selman. Den sista historian är den enda som inte innehåller korrekta beskrivningar från bibeln. Under tiden som Bart tränar spelas "Winner Takes It All", låten valdes av Selman som gillade låten efter att han hörde den i Over the Top. Under eftertexterna spelas "Highway to Hell", efter att man kontaktade skivbolaget för att fråga om de fick använda sången så gav de inte de tillstånd till det, så Scully kontaktade då bandets manager som accepterade att låten spelades.
Till avsnittet fick man skapa en ny design på flera rollfigurer från serien och nya bakgrunder. Dessa fick ritas av Kruse och Alex Ruiz efter att de förkastat den första designen som gjordes av sex praktikanter. För att få kredit för ett animationsarbete i Simpsons måste man rita tio scener till avsnittet, men eftersom ingen av praktikanterna fick med tio scener i avsnittet, fick de ingen ära för sin medverkan. Alla praktikanterna fick senare jobb som animatör för Simpsons. Innan arbetet startade var Kruse orolig över att inte alla som arbetade med tecknandet ville arbeta med avsnittet eftersom det är satir över religionen, men det enda problemet hon fick var en animatör som inte ville göra scenen där Jesus mötte Checker Chariot. Slutet då apokalypsen börjar och Lisa stoppas av sin far från att åka till himlen skrevs av George Meyer. Selman har sagt att slutet kan göra fansen tokiga, då man inte vet om hela avsnittet är bara berättelserna är kanon.

## Kulturella referenser
"Simpsons Bible Stories" innehåller flera hänvisningar till kristendomen, Den första delen är baserat på historien om Adam och Eva,  andra delen är baserad på andra Moseboken.  När Faraon frågar vem som vandaliserade hans sarkofag berättar en brinnande buske att Bart gjorde det. När Bart grips av Faraons vakter, utbrister han att busken ljuger, vilket en referens till när Marion Barry arresterades 1990. Den tredje delen är baserad på Första Kungaboken. Den sista delen är en fiktiv fortsättning på historien om David och Goliat från Första Moseboken. Delen innehåller referenser från Die Hard och Dödligt vapen. I delen talar Santa's Little Helper till David som en parodi på  den tecknade serien Davey and Goliath.

## Mottagande
Avsnittet fick en Nielsen rating på 7,4 och 12,2 miljoner tittare. David Bianculli på New York Daily News tror att de låga siffrorna jämfört med avsnittet innan beror på att avsnittet sändes under en helg. Avsnittet var det nästa mest sedda på Fox under veckan. Avsnittet fick en Annie Award för ”Best Animated Television Production”. Warren Martyn och Adrian Wood har skrivit i I Can't Believe It's a Bigger and Better Updated Unofficial Simpsons Guide att avsnittet är en fantaiskt twist på Treehouse of Horror-avsnitten. De anser att avsnittet innehåller några av seriens största höjdpunkter som när Wiggum ber Moses och Lisa att hälsa till British Museum och när Marge frågar om Bart har rena underkläder Alan Sepinwall och Matt Zoller Seitz från The Star-Ledger gillar avsnittet men tror att många religiösa är uppröda över att man spolade alla toaletter samtidigt för att tömma Röda havet.  Colin Jacobson från DVD Movie Guide anser att avsnittet är mindre lyckad än Treehouse of Horror-avsnitten, han anser att små berättelser passar bättre där än i bibliska historier. Han anser dock att avsnittet har några höjdpunkter.
Jake MacNeill på Digital Entertainment News anser att avsnittet tappar sin rolighet för att de  har hittat på för mycket istället för att ta berättelserna direkt från bibeln som är rolig i sig själv. Aaron Roxby på Collider anser att avsnittet är seriens sämsta avsnitt som är uppdelad i små berättelser, trots att det har några roliga ögonblick.

### Fotnoter
1. 1 2  Alan Sepinwall (6 april 1999). ”ALL TV - Relatively bland 'Raymond' ripoff a sitcom hardly anybody could love”. The Star-Ledger (Richard Vezza):  s. 39.
2. 1 2 3 4  Scully, Mike. (2007). Commentary for "Simpsons Bible Stories", in The Simpsons: The Complete Tenth Season [DVD]. 20th Century Fox.
3. 1 2 3 4 5 6 7  Selman, Matt. (2007). Commentary for "Simpsons Bible Stories", in The Simpsons: The Complete Tenth Season [DVD]. 20th Century Fox.
4. 1 2 3  Groening, Matt. (2007). Commentary for "Simpsons Bible Stories", in The Simpsons: The Complete Tenth Season [DVD]. 20th Century Fox.
5. ↑  Doyle, Larry. (2007). Commentary for "Simpsons Bible Stories", in The Simpsons: The Complete Tenth Season [DVD]. 20th Century Fox.
6. ↑  Kruse, Nancy. (2007). Commentary for "Simpsons Bible Stories", in The Simpsons: The Complete Tenth Season [DVD]. 20th Century Fox.
7. 1 2 3 4 5  Warren Martyn and Adrian Wood. ”Simpsons Bible Stories”. BBC. Arkiverad från originalet den 13 januari 2013. https://archive.today/20130113231902/http://www.bbc.co.uk/cult/simpsons/episodeguide/season10/page17.shtml. Läst 8 juni 2011.
8. 1 2  David Bauder (7 april 1999). ”CBS wins week, thanks to Della Reese”. St. Paul Pioneer Press (Mortimer Zuckerman):  s. 9A.
9. ↑  David Bianculli (6 april 1999). ”'Futurama's' untimely change Fox schedule shift a disservice to this popular show & its fans”. New York Daily News (Mortimer Zuckerman):  s. 94.
10. ↑  Associated Press (8 november 1999). ”'Iron Giant' towers at animation awards”. The Dallas Morning News (James M. Moroney III):  s. 23A.
11. 1 2  Jacobson, Colin (20 augusti 2007). ”The Simpsons: The Complete Tenth Season (1998)”. DVD Movie Guide. http://www.dvdmg.com/simpsonsseasonten.shtml. Läst 8 juni 2011.
12. ↑  MacNeill, Jake (25 september 2007). ”The Simpsons: Season 10”. Digital Entertainment News. Arkiverad från originalet den 28 september 2011. https://web.archive.org/web/20110928144150/http://www.dignews.com/reviews/the-simpsons-season-10-review/. Läst 24 juli 2011.
13. ↑  Roxby, Aaron (7 september 2007). ”DVD Review – The Simpsons - Season 10”. Collider. http://collider.com/dvd/article.asp/aid/5412/tcid/3. Läst 8 juni 2011.